# Alexandros Zaimis
Alexandros Thrasivoulou Zaimis (Grieks: Αλέξανδρος Ζαΐμης) (Athene, 9 november 1855 - Wenen, 15 september 1936) was een Grieks staatsman.
Zaimis, stamde uit een invloedrijke familie en werd in 1885 in het parlement gekozen. Hij studeerde in Berlijn en Leipzig rechten en aan de École des sciences politiques in Parijs. Van 1890 tot 1892 was hij Minister van Justitie, in 1893 werd hij Kamervoorzitter. Van 1897 tot 1899 was hij voor het eerst premier. Van 1906 tot 1911 was hij als opvolger van prins George gouverneur van de Republiek Kreta. Van 1901 tot 1902 was hij opnieuw premier. In 1915 en in 1916 was hij minister-president als opvolger van Eleftherios Venizelos. Venizelos vormde later een tegenregering te Thessalonica. Van februari tot juni 1917 was Zaimis opnieuw premier, evenals van 1926 tot 1928, toen Griekenland inmiddels een republiek was geworden.
Op 10 december 1929 werd Zaimis president. In oktober 1935 pleegde generaal Georgios Kondylis een coup en hield op 3 november 1935 een referendum, iets waar de oude Zaimis zich niet tegen verzette. In het referendum sprak een meerderheid van de Grieken zich uit voor de terugkeer van koning George II. Op 4 november werd de monarchie hersteld en op 25 november keerde George II naar Griekenland terug en werd opnieuw koning. Vreemd genoeg bleef Zaimis tot 14 december 1935 waarnemend president, waardoor er dus gedurende een maand twee staatshoofden waren, namelijk koning George en president Zaimis.
Alexandros Zaimis woonde tot zijn dood op tachtigjarige leeftijd in Wenen.
- Bibliothèque nationale de France: cb16677988w (data)
- Gemeinsame Normdatei: 104808048X
- Virtual International Authority File: 307167109
- WorldCat: E39PBJvHcYqHYf8wvdK8Y4gqcP